# Lauren Barnett
Pour les articles homonymes, voir Barnett.
Lauren Barnett née Rinck le 17 novembre 1984 à Saint-Louis dans le Missouri est une triathlète professionnelle américaine, multiple vainqueur sur triathlon Ironman 70.3.

## Palmarès en triathlon
Le tableau présente les résultats les plus significatifs (podium) obtenus sur le circuit international de triathlon depuis 2014.
| Année | Compétition                   | Pays       | Position          | Temps           |
| ----- | ----------------------------- | ---------- | ----------------- | --------------- |
| 2016  | Ironman 70.3 Raleigh          | États-Unis | Médaille d'or     | 4 h 21 min 4 s  |
| 2016  | Ironman 70.3 Racine           | États-Unis | Médaille d'or     | 2 h 36 min 37 s |
| 2015  | Ironman 70.3 Raleigh          | États-Unis | Médaille d'argent | 4 h 14 min 58 s |
| 2015  | Ironman 70.3 Buffalo Springs  | États-Unis | Médaille d'argent | 4 h 19 min 35 s |
| 2015  | Ironman 70.3 Austin           | États-Unis | Médaille d'argent | 4 h 26 min 43 s |
| 2014  | Ironman 70.3 Nouvelle-Orléans | États-Unis | Médaille d'or     | 4 h 21 min 34 s |
| 2014  | Ironman 70.3 Augusta          | États-Unis | Médaille d'or     | 4 h 11 min 33 s |